# Marbré de Fabricius
Pontia edusa
Espèce
Le Marbré de Fabricius ou Marbré-de-vert oriental (Pontia edusa) est une espèce de lépidoptères (papillons) de la famille des Pieridae et de la sous-famille des Pierinae.

## Noms vulgaires
- En français : le Marbré de Fabricius[1], le Marbré-de-vert oriental ou le Marbré vert oriental.
- En anglais : eastern Bath white[2].

## Description
L'imago de Pontia edusa est un papillon de taille moyenne. Le dessus des ailes est de couleur majoritairement blanche, avec l'apex des ailes antérieures taché de noir, une tache discoïdale noire à l'aile antérieure, et des marbrures grises et noires à l'aile postérieure. La femelle a des dessins noirs plus développés que le mâle.
Le revers des ailes est orné d'épaisses marbrures gris-vert à l'aile postérieure.
Cette espèce et l'espèce voisine Pontia daplidice sont indiscernables par leurs caractères externes, mais elles résident généralement dans des régions différentes.

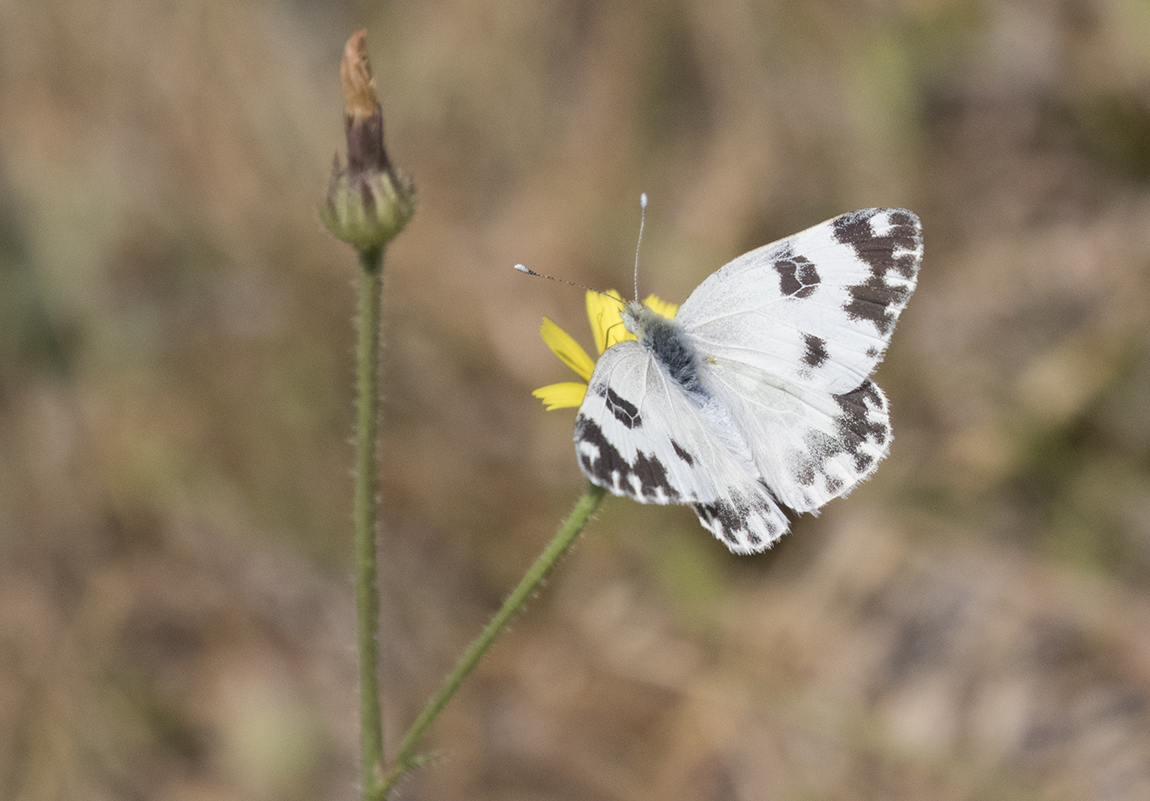
Dessus d'une femelle.
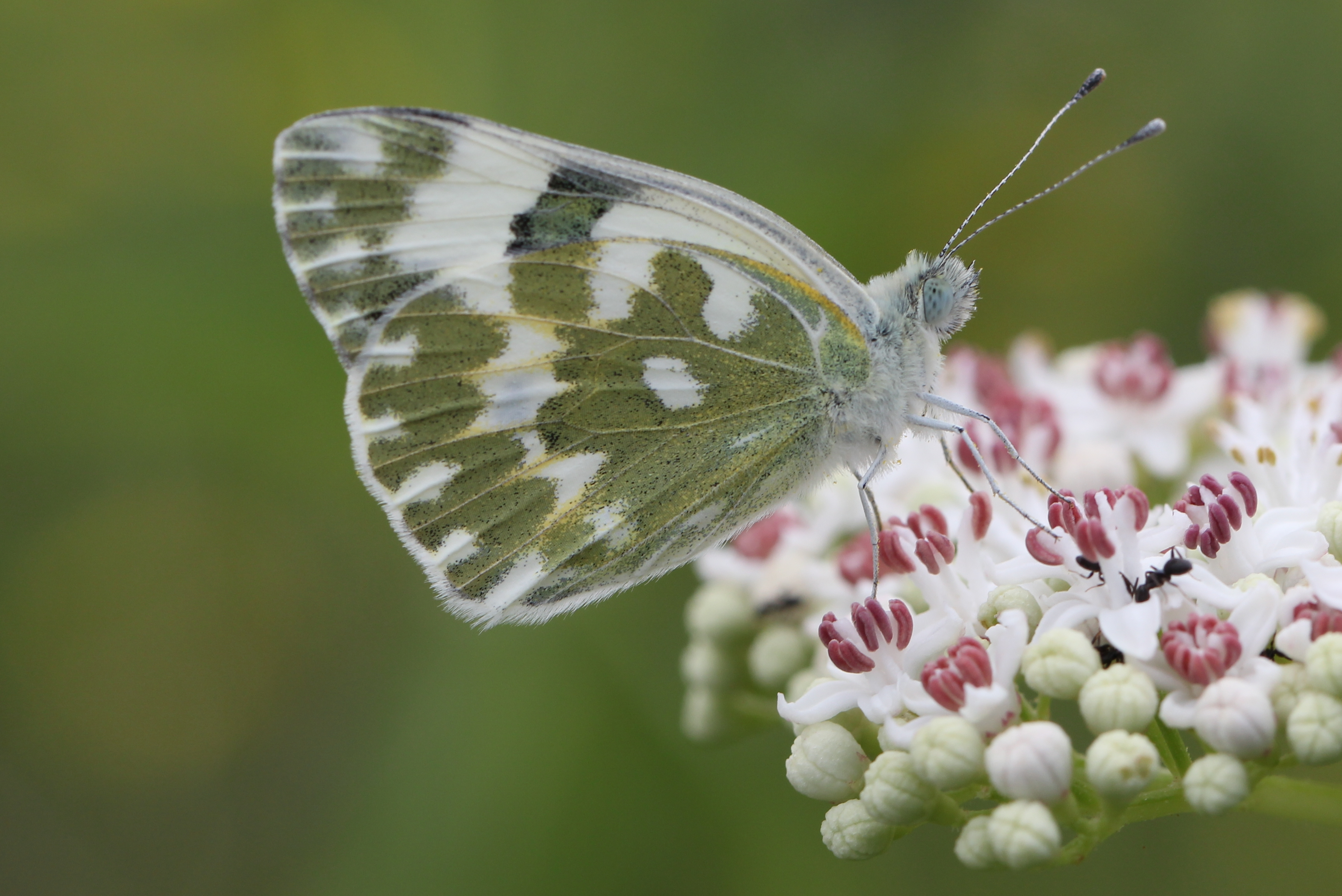
Revers.
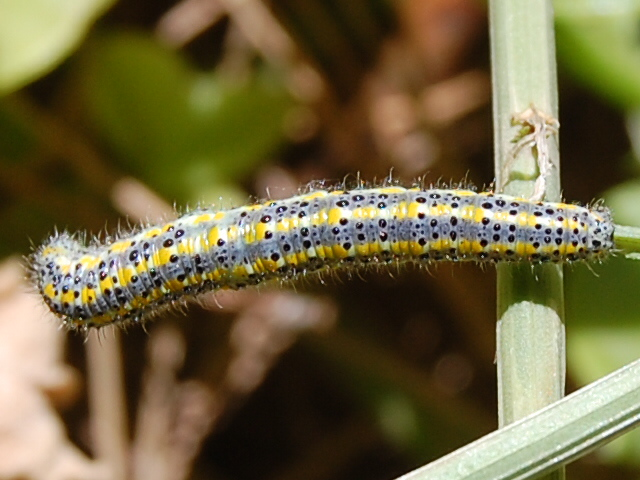
Chenille.

## Biologie

### Voltinisme et cycle de vie
Cette espèce est multivoltine, produisant deux à quatre générations selon la latitude, et hiverne au stade nymphal.
Les œufs sont pondus isolément et ont un temps d'incubation de 7 jours. 
Les chenilles sont présentes de mai à octobre.
En fonction de la saison, la chrysalide peut soit donner un papillon en environ 15 jours (en été), soit d'abord hiverner. 
Les papillons sont visibles de mars à octobre.

### Plantes hôtes
Les plantes hôtes de la chenille sont les résédas (réséda jaune et autres).

## Distribution et biotopes

### Aire de répartition
Pontia edusa est présente en Europe orientale et centrale, atteignant à l'ouest Italie et la Suisse, et plus à l'est au Moyen-Orient jusqu'en Iran et en Irak, et selon certains auteurs jusqu'en Asie orientale.
C'est une espèce migratrice, qui peut occasionnellement remonter jusqu'en Belgique, aux Pays-Bas, dans le Nord de l'Allemagne et de la Pologne, dans les pays baltes et dans le Sud de la Suède et de la Norvège.
Pontia edusa est remplacée par l'espèce voisine Pontia daplidice dans certaines contrées comme le Sud-Ouest de l'Europe (notamment la France), l'Afrique du Nord et certaines parties de l'Asie.

### Biotopes

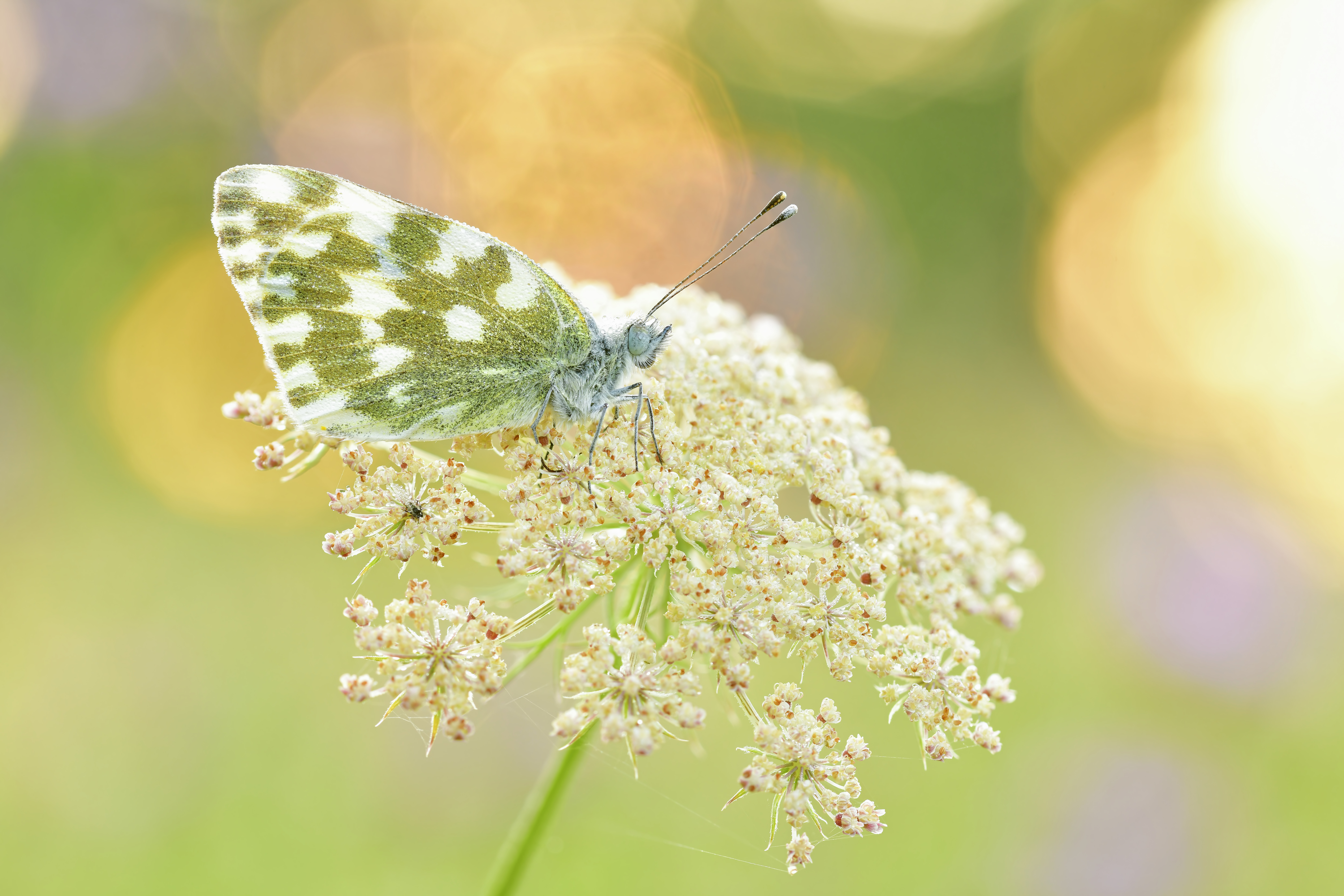
Un marbré de fabricius dans un lieu fleuri au Wittenberge-Rühstädter Elbniederung. Aout 2020.

Ce papillon fréquente les lieux fleuris, et apprécie notamment les luzernes, les crucifères et le réséda sauvage[réf. souhaitée].

## Systématique
L'espèce aujourd'hui appelée Pontia edusa a été décrite par l'entomologiste danois Johan Christian Fabricius en 1777, sous le nom initial de Papilio edusa.
Le taxon edusa est parfois considéré comme une sous-espèce de Pontia daplidice (Linnaeus, 1758), mais la plupart des sources en font une espèce distincte.
Certains auteurs reconnaissent à Pontia edusa les sous-espèces suivantes, dont certaines sont attribuées par d'autres auteurs à P. daplidice :
- Pontia edusa edusa (Fabricius, 1777)
- Pontia edusa persica (Bienert, 1869)
- Pontia edusa nubicola (Fruhstorfer, 1908)
- Pontia edusa amphimara (Fruhstorfer, 1908)
- Pontia edusa praeclara Fruhstorfer, 1910
- Pontia edusa moorei (Röber, 1907)
- Pontia edusa avidia (Fruhstorfer, 1908)
- Pontia edusa davendra Hemming, 1934